# Efectos relativistas sobre orbitales de enlace
Los efectos relativistas sobre orbitales de enlace se manifiestan al implicar a la teoría de la relatividad en los cálculos de las funciones de onda de los orbitales para los átomos pesados del sexto y séptimo período de la tabla periódica.
Al usar correcciones relativistas basadas en el modelo atómico de Dirac que incorpora correcciones relativistas, la forma y tamaño de los orbitales atómicos s, p, d y f, tanto internos como externos de valencia, cambian y su distribución electrónica radial es ligeramente diferente de los orbitales del modelo atómico de Schrödinger clásico, que no incorpora dichas correcciones relativistas.
En química las correcciones relativistas tienen importancia especialmente los orbitales de valencia de los átomos para generar orbitales híbridos y orbitales moleculares que definen el enlace entre dos o más átomos, y estos orbitales de enlace de los elementos pesados vendrán modificados por correcciones relativistas.
Evidentemente estos efectos tienen gran importancia en las energías de promoción electrónica entre orbitales de enlace, ya que, por ejemplo, la energía de promoción electrónica 6s2 6p1a 6s16p2 para el talio es muy alta (543 kJ mol-1), lo que fuerza al talio a desarrollar una química casi del estado(I); el conjunto 6s2 estable es lo que justifica lo que denominamos efecto del par inerte que se deja notar a lo largo de los elementos más pesados del bloque p.

## Modificaciones de las funciones de onda por los efectos relativistas
Los efectos relativistas se manifiestan en los átomos con alta carga nuclear efectiva, elementos pesados donde los electrones son obligados a moverse en un espacio cada vez más reducido a medida que aumenta el número atómico, soportando una mayor atracción nuclear y su velocidad se incrementa hasta hacerse cercana a la velocidad de la luz. Por lo que la descripción de las correcciones necesitan el uso tanto de la mecánica cuántica como de la teoría de la relatividad.
En los metales del bloque d, sobre todo en los más pesados a partir del hafnio, y en los elementos siguientes del vecino bloque p, hay que tener en cuenta modificaciones de las funciones de onda de los orbitales por efectos relativistas. La investigación exhaustiva ha demostrada muy claramente que muchos aspectos de la química de los metales pesados pueden justificarse a la vista de estos efectos relativistas. Por ello a continuación se analizan diversas consideraciones relativistas.

## Efectos en el bloqued
Para los elementos del bloque d se tienen dos tipos bien distintos de orbitales de valencia el (n-1)d y el ns que están disponibles para formar enlaces y, por tanto, resulta útil conocer el alcance máximo de sus electrones con referencia al núcleo atómico, o sea poder contrastar distancias desde dicho núcleo a la zona más externa de cada orbital y que a la vez luzca con la mayor densidad electrónica – mayor probabilidad de encontrar al electrón. Esto corresponde a la parte radial de la función de onda del orbital considerado para máxima densidad electrónica, se indica como rmax (la parte radial de la función de onda de un orbital que define la densidad electrónica en función de la distancia r al núcleo. Esta distancia o radio (rmax) corresponde de forma aproximada a lo que se conoce en el modelo clásico de Bohr como radio de la órbita del electrón).
Se puede comprobar, tanto experimentalmente como por cálculos teóricos, que los tamaños de los orbitales (n-1)d y ns son muy diferentes. De hecho, la participación de los orbitales 3d en enlaces covalentes es baja dentro de los elementos de la primera serie de transición, pero se incrementa para los elementos 4d y 5d. En estas circunstancias se hace necesario corregir el momento lineal del electrón de acuerdo a la teoría de la relatividad, donde dicho momento es proporcional no sólo a la masa en reposo del electrón y la velocidad, sino que existe un efecto no lineal adicional en la velocidad (frecuentemente referido como aumento de la masa relativista aparente). Los cálculos basados en la teoría cuántica relativista muestran que las correcciones relastivistas tienen una gran influencia sobre la forma de los orbitales internos de los átomos pesados, asociado a un efecto secundario sobre los orbitales de valencia. En concreto, los orbitales de valencia s y p se contraen (lóbulos internos; contracción relativista) y los d y f se ven afectados de forma indirecta por este fenómeno y se expanden (expansión relativista). Esto se debe a que los orbitales d y f tienen pocos lóbulos cerca del núcleo y son mejor apantallados por los orbitales contraídos s y p interiores.
Así, por ejemplo la contracción del orbital 6s del Wolframio se atribuye a estos efectos relativistas, mientras que si bajamos en el grupo 6 se van expandiendo los orbitales d: 
3d < 4d < 5d. Los efectos relativistas tienen sobre todo una singular importancia en los elementos de la segunda y tercera serie de transición, y pueden justificar ciertas discontinuidades que aparecen en las propiedades de estos elementos. Esta expansión de los orbitales d es responsable del aumento de los estados de oxidación de los elementos de transición más pesados y, junto con la contracción lantánida, del aumento de la electronegatividad al bajar en los grupos del bloque d. La expansión relativista de los orbitales 5d permite “alcanzar” a los orbitales 6s, formando un solapamiento adicional, con lo que tendríamos enlaces covalentes más fuertes para los metales de la tercera serie, mientras que los orbitales 3d de la primera no tienen esa potencialidad. Por ejemplo, el wolframio forma muchos más compuestos estables en el estado de oxidación VI (WF6, WCl6) que el cromo. 
Se puede demostrar que la parte radial, rmax, del orbital 6s decrece en función del número atómico cuando vamos desde el hafnio (Hf: 72) hasta radón (Rn: 86). En el platino (Pt) y el oro (Au) se calcula que el orbital 6s soporta alrededor de un 20% de contracción en relación con modelos que no consideran estos efectos.

### Calidad refractaria de los metales del bloqued
Un ejemplo interesante donde podemos considerar estos efectos es en la fuerza del enlace metálico o, dicho de otro modo, en la estabilidad térmica de los metales, su mayor o menor calidad refractaria. Si se representan los puntos de fusión de todos los metales de transición a lo largo de cada serie, se destaca que la forma de la curva de las tres series se aproxima a un perfil tipo “campana”, sobre todo en la tercera serie que aglutina los metales más refractarios. Cada campana comienza y termina con bajos puntos de fusión, siendo siempre más bajos al final que al principio. Todo esto lo podemos explicar con la ayuda de los argumentos explicitados anteriormente. Al principio de cada serie de transición se están llenando los orbitales d y disponemos de pocos electrones para la formación del enlace metálico, pero al irse llenando estos orbitales nos vamos acercando a configuraciones electrónicas semillenas
, (n-1)d5, que son muy favorables de acuerdo con la mecánica cuántica. En las cercanías de estas configuraciones semillenas, que coincide con la zona central del bloque d, es cuando disponemos del mejor sistema metálico posible para cada serie, y es entonces donde aparecen los metales con mayores puntos de fusión: vanadio (Tfus = 2183 K) y cromo (Tfus = 2180 K) en la primera serie ; niobio (Tfus = 2750 K) y molibdeno (Tfus = 2896 K) en la segunda; y wolframio (Tfus = 3695 K) y renio (Tfus = 3459 K) en la tercera. 
En la tercera serie, como era de esperar, aparece el metal más refractario que se conoce, que corresponde al wolframio, es aquí y en los elementos más próximos donde los efectos relativistas, con la expansión de los orbitales 5d, se conjugan con el llenado parcial de estos orbitales para generar sistemas resonantes de electrones vía enlaces metal-metal del cristal. Cuando nos desplazamos hacia la derecha en esta tercera serie seguimos teniendo esta expansión favorable de los orbitales 5d, pero el inconveniente es que se van llenando casi totalmente estos orbitales, llegando a la posición del mercurio donde se alcanza la configuración de capa cerrada o de pseudo gas noble, 4f145d106s2: los orbitales 5d pierden protagonismo como orbitales de valencia a favor de los 6s. Son estos últimos los que definen el enlace metálico en el mercurio, que es muy débil porque los electrones que se encuentran en este tipo de orbital están muy atraídos hacia los núcleos (contracción relativista del orbital 6s). Como vemos la contracción relativista es máxima en la tercera serie de transición para el orbital 6s del oro y mercurio, y estos metales deben presentar enlaces débiles (el oro es muy blando y es el elemento metálico más dúctil y maleable), sobre todo el mercurio que con su estructura electrónica “blindada” no es capaz de facilitar electrones a los enlaces ni, por tanto, de generar redes metálicas tridimensionales: a la temperatura ambiente es un líquido (Tfus = 234 K). Para completar, de acuerdo a estas consideraciones, podemos “sospechar” que los elementos 106 y 107, vecinos inferiores al wolframio, - seaborgio (Sg) y bohrio (Bh) - que han sido obtenidos artificialmente mediante ensayos complejos en aceleradores de partículas y de los cuales, por el momento, sólo se disponen de algunos átomos, deben presentar los puntos de fusión más altos dentro de los metales. Esto es razonable que sea así, ya que “la campana” para la cuarta serie del bloque d será todavía más definida y alta en su cúspide, y es posible que el seaborgio sea el metal con el mayor punto de fusión de la tabla periódica.

## Sistemas y parámetros inorgánicos influenciados por los efectos relativistas
A continuación señalamos otros casos en donde se dejan sentir estos efectos relativistas en los elementos pesados de la tabla periódica:
- La contracción lantánida, que siempre hemos justificado por consideraciones del pobre apantallamiento de electrones situados en orbitales 4f, es parcialmente - 20%- debida a efectos relativistas.
- En general, los pares de metales pesados de cada grupo del bloque d exhiben pocas diferencias en sus tamaños atómicos y radios iónicos.
- Los estados de oxidación más altos y estables hay que buscarlos en los metales más pesados del bloque d, sobre todo en la tercera serie; podemos presentar como ejemplos la mayor estabilidad de Pt(IV) y Au(III) frente a Pd(IV) y Ag(III), y la inexistencia de las especies Pd(VI) y Ag(V) que si se generan en Pt y Au. Asimismo los metales más pesados del bloque d son los que presentan mayores números de coordinación en sus compuestos y complejos (estos aspectos se justifican por la mayor expansión de los orbitales 5d>4d>3d).
- También los elementos más pesados suelen exhibir especies complejas de bajo espín, por lo que si el número n de electrones dn es par nos indica que generalmente son especies diamagnéticas; los orbitales 4d o 5d están más expandidos -sobre todo los 5d- y en la interacción con los átomos dadores de los ligandos van a generar enlaces M-L más fuertes, y, por consiguiente, un mayor desdoblamiento del campo de los ligandos.
- Los enlaces metal-metal, M-M, en cúmulos metálicos o compuestos clusters suelen proliferar en la química de los elementos de las series 2ª y 3ª, ya que la potencialidad para formar enlaces va en el sentido 3d<4d<5d; los orbitales 5d tienen mayor potencia de enlace por su expansión relativista.
- Si no se consideraran los aspectos relativistas, el oro debería ser similar a la plata pero es más difícil de disolver y sus propiedades espectroscópicas son muy diferentes: absorbe en la región visible, frecuencias del azul y violeta, y por ello exhibe ese color tan característico, amarillo-anaranjado brillante.La contracción del orbital 6s y la expansión del 5d hace que ambos niveles energéticos se aproximen, definiendo una brecha de energía más estrecha con lo que la transición 6s←5d se desplaza hacia la región visible del espectro; en el caso de la plata la transición 5s←4d sólo se define en la zona del ultravioleta.
- El mercurio es un metal líquido en las condiciones físicas de un laboratorio-condiciones estándar-, lo que es reflejo de la debilidad de su enlace metálico por la poca participación de los electrones 6s2 a la delocalización electrónica en la estructura metálica (contracción del orbital 6s junto con la gran estabilidad electrónica de pseudogas noble del mercurio [Xe]4f145d106s2)
- La electronegatividad del oro y del mercurio se ve incrementada en relación con los elementos que están encima, plata y cadmio. Es por ello que el oro tiene gran tendencia a capturar un electrón, presentando una gran afinidad electrónica comparable a la de los halógenos: en algunos compuestos se detecta la presencia del anión Au-, de tamaño similar al Br-.
- El radio del Au+ en el compuesto AuI con coordinación 2 es 0.08 Å más pequeño que el correspondiente catión de plata en el compuesto AgI. Se podría pensar que el Au+ sería más grande, ya que al elemento le corresponde un número atómico mayor, pero no hemos tenido en cuenta la contracción del orbital 6s.
- El fenómeno conocido como aurofilicidad o metalofilicidad se refiere a la formación de enlaces débiles, en estado sólido o en especies complejas, comparable a los enlaces de hidrógeno, bien entre átomos de oro Au(I)...Au(I), o con el concurso de átomos vecinos a éste en la T.P., como Hg(II)···Au(I), u otros metales nobles Hg(II)...Pt(II) y Hg(II)...Pd(II).
- Hg22+ es más importante que las especies Zn22+y Cd22+.  Es un catión cluster dinuclear muy estable, generado por el solapamiento eficaz de los correspondientes orbitales 6s1 de cada especie Hg+.
- La potencialidad de los orbitales 5d del mercurio justifican recientemente la preparación de algunas cationes complejos con estados de oxidación III, e incluso IV para el correspondiente fluoruro binario, HgF4 (tetrafluoruro de mercurio); esto no ocurre en sus vecinos de grupo Zn y Cd.
- La actividad catalítica de los metales de transición no depende de la estructura del compuesto o sistema empleado, sino que el factor más importante es la configuración electrónica 4d o 5d del metal, a este fenómeno se le conoce como "efecto electrónico". Por ello, en muchos casos hay que destacar el papel primordial que exhiben en procesos catalíticos tanto platino como oro, por su mayor expansión 5d,y también los metales nobles vecinos en la T.P: Ir, Os, Re etc. Es conocida, desde hace mucho tiempo, la potencialidad del platino en "famosas" reacciones catalíticas.
- Estabilidad del catión uranilo, UO22+, a ser reducido, y de cationes equivalentes de los primeros elementos actínidos, donde el metal presenta alto estado de oxidación: VI.
- Los radios metálicos de francio (2,70 Å) y radio (2,30 Å) no son muy diferentes a sus respectivos homólogos superiores de grupo, cesio (2,72 Å) y bario( 2,24 Å), por lo que se rompe la tendencia periódica de aumento del radio al bajar en los grupos 1 y 2 de la tabla periódica.
- El llamado efecto del par inerte para Tl, Pb, y Bi, procede de la contracción relativista del orbital 6s. Estos elementos, que siguen al mercurio en la T.P., exhiben sus estados de oxidación más estables con dos unidades inferiores al máximo de su grupo, ya que sólo se promocionan electrones desde los orbitales p. Son, en consecuencia, los dos electrones fuertemente retenidos en este orbital 6s los que definen este fenómeno conocido por par inerte.

Finalmente, resaltar que la contracción lantánida ha sido y sigue siendo aplicable y válida para justificar propiedades de los elementos químicos que dependen fuertemente del tamaño atómico. Pero, por sí sola, no puede explicar por qué es máxima la contracción de los tamaños y las mayores electronegatividades en la zona de la 3ª serie de transición definida por oro y mercurio, en relación con las mismas propiedades de los elementos químicos vecinos de encima, plata y cadmio.